# Sopa de cangrejos

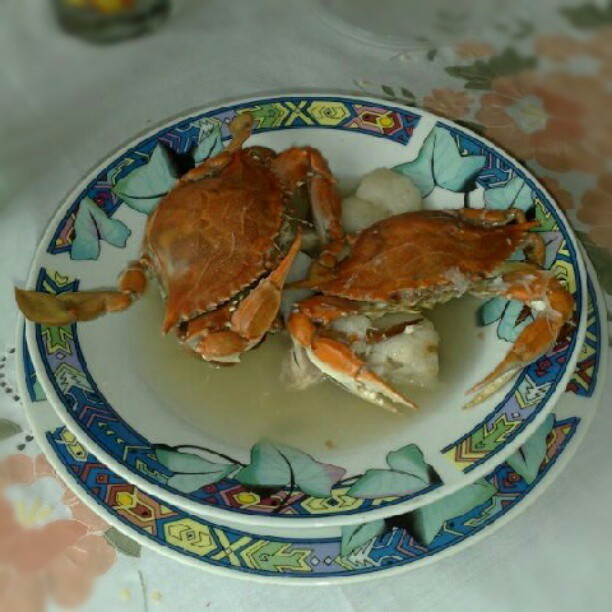
Sopa de cangrejos

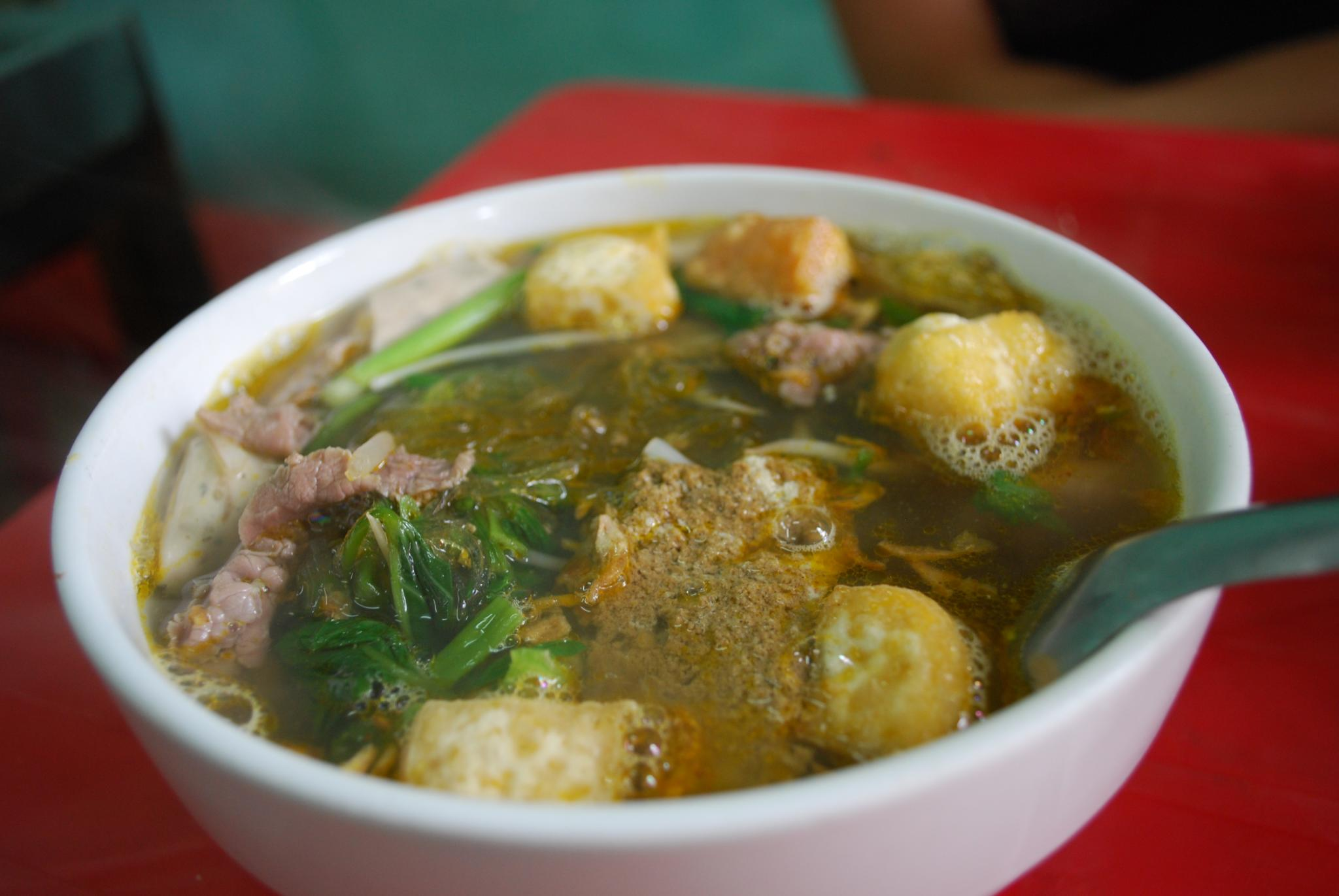
Sopa coreana (Bún riêu) de cangrejo que incluye más ingredientes

La sopa de cangrejos es una preparación culinaria en forma de sopa que contiene una especia de marisco. La sopa puede contener piezas enteras de cangrejo, bien solo su carne, o un caldo específico de este decápodo comestible. Al igual que la sopa de pescado la denominación de esta sopa es genérica y dependerá de la variedad local, así como de los usos culinarios de la zona. Una de las preparciones culinarias habituales es tipo cremosos chowders (chowders de cangrejo), o las bisque.
En otras culinarias asiáticas como la coreana acompañan la sopa con otros ingredientes como verduras y carne de cerdo picado. En algunas partes del mundo esta sopa forma parte de la gastronomía de fusión como es el caso de la sopa de cangrejo y maíz típica de la culinaria sino-estadounidense.

## Variedades
En la cocina navarra hay un plato denominando sopa de marisco. Dentro de la cocina española se tiene en la provincia de Segovia igualmente diversas preparaciones que emplean la carne de cangrejo de río.  En Estados Unidos es popular el she-crab soup, así como la sopa fusión de cangrejo y maíz. En algunos estados de Estados Unidos son muy populares este tipo de sopas, como es el caso de Maryland (Maryland Crab Soup). Siendo un componente principal de la Cocina lowcountry. La sopa bisque de Alaska: King Krab.
La sopa se suele servir también en diversas zonas de Asia (véanse las sopas de Asia), algunas de ellas consideradas como preparaciones como las marineras hot pot. En la cocina vietnamita se tiene el bánh canh. En la gastronomía de Japón se suele encontrar la sopa preparada sin las zonas duras del exoesqueleto y las patas mostrando la carne del cangrejo cortada muy finamente con cuchillos.
En la culinaria africana hay sopas de cangrejo, como en Ghana elaborada con maíz semi-fermentado y okras.